# 光學史
人类对光學（optics）的研究开始于古代。最晚于公元前700年，古埃及人與美索不達米亞人便开始磨製與使用透鏡；之后前6~5世纪时古希臘哲學家與古印度哲學家提出了很多關於視覺與光線的理論；在希臘-羅馬世界，幾何光學開始萌芽。光学「optics」一词源自古希臘字，意為名詞「看見」、「視見」。
中世紀穆斯林世界對早期光學做出许多貢獻，在幾何光學與生理光學（physiological optics）方面都有很大的進展。在文藝復興時期與科學革命時期，光學開始出現戲劇性的突破，以衍射光学的出现为标志。這些與之前發展出的光學被稱為「經典光學」。20世紀发展的光學研究領域，如光譜學與量子光學，一般被稱為「現代光學」。

## 古埃及與古中国

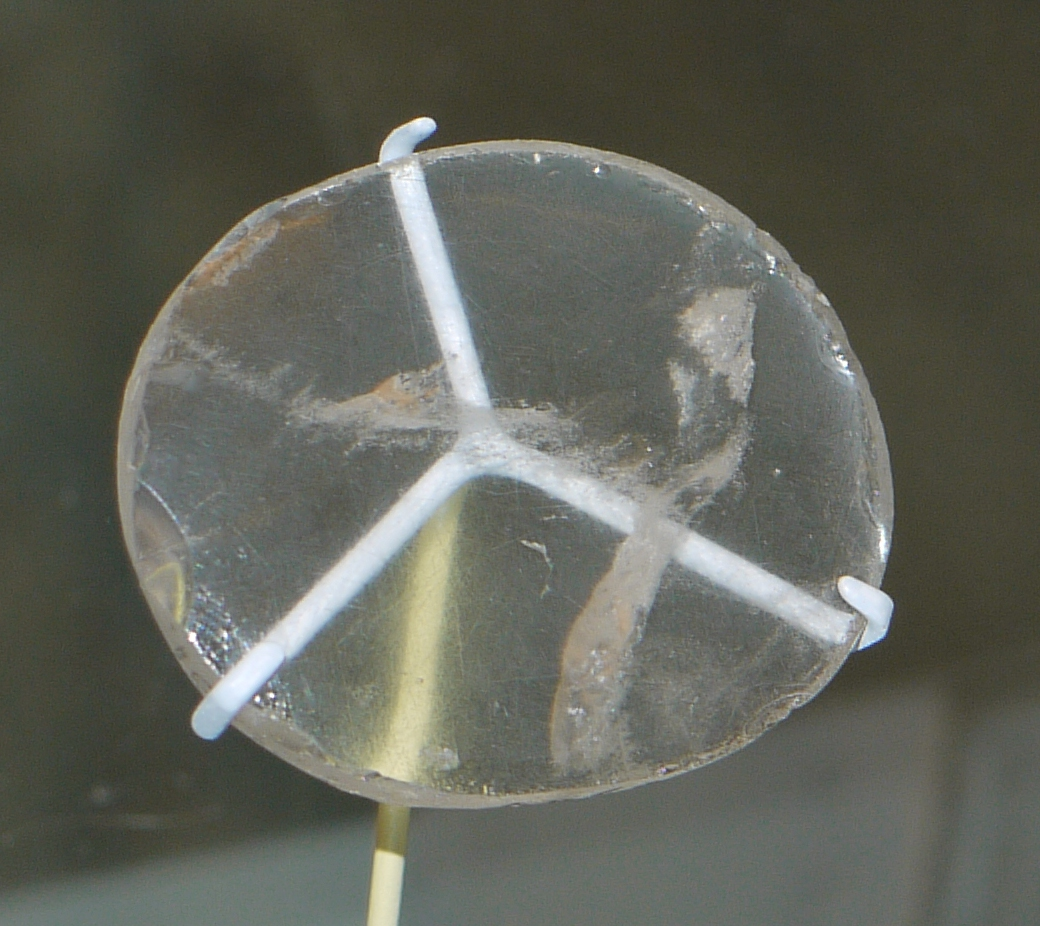
公元前700年亞述人使用的寧路德透鏡

很早以前，古埃及人與美索不達米亞人就知道將石英晶體磨光製成透鏡，有些亞述透鏡的年齡確定已達3000年，例如寧路德透鏡（Nimrud lens），这是已知最早的光学透鏡。這些透鏡可能被用來放大影像或焦聚陽光。
1995年4月，中国陕西省扶风县黄推村发掘出一件青铜凹面镜，被认为是西周中期（距今约3000年）或更早的物品，经鉴定是用于聚光生火的用具，古称为阳燧或夫燧。
《周礼·秋官》记载了“司烜氏”一官职，负责用阳燧在太阳光下取火，作为祭祀仪式的一部分。
1972年，扶风县庄白刘家村也出土了一件被断定为西周时期的青铜凹面镜。此外在陕西长安县张家坡西周墓地M170号墓、北京昌平白浮2号和3号西周墓都曾发现西周时期的青铜凸面镜。

## 古印度
早在公元前6至5世纪的古印度，数论派（Samkhya）和胜论派（Vaisheshika）的学者已形成了光的理论。数论派认为光是组成世间万物的五微尘（tanmatra，即“五唯”——香、味、色、触、声）之一。这五种元素的粒子性并没有被特别说明，并且似乎是被作为连续状态来理解的。
另一种观点来自胜论派，他们提出了一种原子理论，认为物理世界是由非原子的以太、时间和空间所构成。最基本的原子分别是土（prthivı），水（pani），火（agni）和空气（vayu），这里的意思和通常意义上的这几种物质并不等价。这些原子结合形成双原子分子，然后进一步结合以形成更大的分子。这些实物原子被视作是运动的，这种运动似乎还被理解为非瞬时性的。他们认为光线是高速的火（tejas）原子流。当火原子以不同速度运动、不同形式组合时，光粒子可以展现不同的特征。在公元前1世纪左右的《毗濕奴往世書》（Vishnu Purana）裡，阳光被称为“太阳的七辉线”。
印度佛教徒，比如五世纪的陈那菩萨（Dignāga）和七世纪的法称（Dharmakirti），发展出了一种原子论哲学，认为组成现实世界的原子实体其实是光或能量的瞬间流动。光被认为是和能量等同的原子整体，类似于现代光子概念，但是他们把所有物质都一概视作由这些光能粒子所构成。

## 古希腊时期

### 哲学
古希臘哲學者認為，產生視覺的基本前提是，物體與眼睛之間必須有某種物理接觸。這物理接觸是那時期各種視覺機制理論之間主要不同之處。進入說（intromission theory）表明，從物體表面蛻出的原子尺寸厚度的影像（eidola），持續地移動經過附近空間，進入眼睛內，成為視像。這理論有很多支持者，包括德謨克利特、伊比鳩魯等等原子論者
。這理論有兩個很明顯的問題：第一，眼睛的尺寸有限，怎樣接受大尺寸物體的物質影像？第二，為什麼只在有光源的狀況才可看見物體，在黑暗裡無法看見物體？
根據發射說（extramission theory），眼睛會發射出一種「焰光」或「焰流」，當焰光接觸到任何物體時，眼睛會感覺到這物體，因此產生視覺。主張發射說的哲學者有畢達哥拉斯和其學生奧克麥安（Alcmaeon）等等。這理論的形成與希臘大眾文化有關，希臘人對於視覺理解為，眼睛發射出的焰光會偵測物體表面。希臘人常用觸覺來類比視覺。天文學者喜帕恰斯解釋，從眼睛射出的焰光像一隻『視手』般地工作。
約公元前360年，柏拉圖在對話錄《蒂邁歐篇》（Timaeus）裏，評論鏡子的宇稱逆反性質，他還提出了綜合了前述兩種理論的「遇見說」。柏拉圖認為，從眼睛發射出的焰光會與日光合併，共同形成一種具有覺察性質的介質，當這介質遇到從物體表面蛻出的粒子時，會被粒子振盪，從而促成視覺。粒子的尺寸大小與黑白對比有關──粒子越小，感覺越白，粒子越大，感覺越黑。粒子的移動速度與亮度有關──粒子越快，感覺越亮，粒子越慢，感覺越暗。
在亞里斯多德之前，對於視覺問題，只有在研究其它問題時順便提到的隻言片語，並沒有任何系統性的專門研究。亞里斯多德開始仔細的定義與分析所有關於視覺的概念。他否定先前各派學者的理論。他認為在眼睛與物體之間存在某種均勻介質，這介質與進入說的附製體、發射說的焰光無關，是一種主要功能為傳輸視像的以太。這介質需要日光的作用才能工作，否則會變得不透明。
大約於公元前3世紀創立的斯多亞學派所提出的視覺理論是發射說的一種變版，他門主張在眼睛與物體之間的介質不是由焰光與日光組成，而是一種由焰光與空氣組成的介質，稱為視氣。當這視氣與物體直接接觸時，眼睛會感覺到這物體，因此產生視覺。

### 几何光学
公元前300年左右，歐幾里得在專著《光學》（Optics）裏，將視覺與幾何連結在一起，創建了幾何視覺理論，又發展出透視法理論。歐幾里得的視覺機制理論屬於「視線模型」。這模型也是一種發射說。根據這模型，從眼睛發射出的視線形成一個圓錐體，其頂點是給定視覺接受中心的眼睛，其底面給定了視域；當視線碰到物體時，眼睛會感覺到物體的存在，就好似身體碰到物體的觸覺一樣。從被碰視線的圖樣與位置，可以知道物體的形狀與位置。在歐幾里得之前，哲學者提出的視覺理論都是籠統的定性理論；而歐幾里得的數學想法將柏拉圖的奧妙介質改變為筆直的視線，能夠用邏輯與幾何論證。
公元二世紀，托勒密在撰寫的專著《光學》（Optics）裏，繼續先前大師歐幾里得與希羅的成就，仔細分析光的反射機制，給出一套相當完整的反射理論。這理論能夠分析光從平面鏡、圓球面鏡、圓柱面鏡等等凹面形或凸面形鏡子的反射。他又設計出一些實驗來測試這反射理論。托勒密還規劃出關於折射的實驗，並且實際完成了實驗。但是，他從做實驗得到的數據與結論並不準確，沒有給出正弦定律。在那時候，希臘學者不清楚正弦的概念。托勒密的視覺機制理論與歐幾里得類似，屬於視線模型。顏色是物體內秉的屬性，但這屬性只有在日光作用之時才會發效，而又必須被視氣感覺到才能成為視覺。所以，視覺是從光源發射出的光、物體的顏色、視線，這三種實體之間相互作用的結果。托勒密的論述是古希臘光學的最高峰，對於之後的阿拉伯光學占有舉足輕重的角色。

## 古代中国

### 战国时期
古代中国光学研究目前最早可考記載可见于《墨经》。《墨经》大约成书于公元前388年，是《墨子》的一部分，由战国中后期的墨家学者编著。《墨经》由《经上》、《经说上》、《经下》、《经说下》、《大取》、《小取》六篇组成。其中《经下》和《经说下》中分别记载了八条光学经验定律以及其注释。
- 第一条是：“景不徙，说在改为”，解说：“景，光至，景亡；若在，尽古息。”[14][15]指出光和影的关系。影子是不动的，影子变动的表象是物体和光源位置改变所造成。物体或光源移动造成光照到影子的位置，则影子消亡，新的影子。如果旧的影子仍然存在，则会一直在原处[13]。
- 第二条是：“景二，说在重”，解说：“景，二光夹一光，一光者景也。”[14][15]指出物体如果受两个光源照射，就会有两个影子。两个光束的重叠部分是一束更亮的光，产生的是一个影子（本影）[16]。
- 第三条是：“景到，在午有端与景长，说在端。”，解说：“景，光之與人，煦若射。下者之人也高，高者之人也下。足蔽下光，故成景于上；首蔽上光，故成景于下。在远近有端与于光，故景库内也。”[14][15]说出了小孔成像的现象以及性质，指出光线通过小孔（端）形成倒立的影像，倒像的大小取决于小孔的位置。这是因为光照到人是沿直线的。成的像中，人的下部在上方，人的上部在下方。脚部遮蔽了下部的光，所以成像在上部，头部遮蔽了上方的光，所以成像在下部。
- 第四条是：“景迎日，说在转”，解说：“景，日之光反烛人，则景在日与人之间。”[14][15]说的是影子和反射的关系。光照到人身后的镜子上再反射到人身上，所以影子朝向太阳（介于人和太阳之间）[16]。
- 第五条是：“景之小大，说在杝正远近”，解说：“景，木杝，景短大；木正，景长小。光小于木，则景大于木。非独小也，远近。”[14][15]指出影子大小取决于物体位置和远近。物体斜放时，影子短而浓，正放时，影子长而淡。光源尺寸小于物体时，影子尺寸大于物体，反之亦然；远近也是一样的，光源离物体远则影子尺寸小，反之则尺寸大[16]。
- 第六条是：“临鉴而立，景到，多而若少，说在寡区”，解说：“正鉴，景多寡、貌能、白黑、远近、杝正异于光。鉴景当俱，就去亦当俱，俱用北。鉴者之臭于鉴无所不鉴。景之臭无数，而必过正。故同处，其体俱，然鉴分。”[14][15]描述了平面镜成像的规律[13]。
- 第七条是：“鉴洼，景一小而易，一大而正说在中之外、内”，解说：“鉴，中之内，鉴者近中，则所鉴大，景亦大；远中，则所鉴，景亦小，而必正；起于中缘正而长其直也。中之外，鉴者近中，则所鉴大，景亦大；远中，则所鉴小，景亦小，而必易；合于中而长其直也。”[14][15]描述了凹面镜成像的规律，成虚像和实像大小和物体距离焦点位置的关系[13]。
- 第八条是：“鉴团景一”，解说：“鉴，鉴者近，则所鉴大，景亦大；其远，所鉴小，景亦小，而必正。景过正，故招。”[14][15]描述了凸面镜成像的规律，说明了成像必为正像，以及其大小和物体位置的关系[13]。

同样是在《墨经》的《经说下》里面，作者在阐述感官和认知的关系时，以视觉形成机制作为例子，认为“目以火见”（眼睛因光线的存在而能看见）。

### 秦汉至五代时期
古代中国并没有系统的光学研究。各种光学现象和光学原理的记述以及运用散见于不同的书籍中。汉代初期《淮南万毕术》中曾经记载了利用镜面反射原理制造潜望镜的方法：“取大镜高悬，置水盆于下，则见四邻矣。”而自晋代以降，以不同角度放置多个镜子，以造出重像让使用者看到自己的侧面和背面的方法，为葛洪与之后的道教、佛教信徒所重视。唐代初期陆德明的《经典释文》在注释《庄子·天下》篇时则说明了潜望镜的原理。同样在《淮南万毕术》中，描述了制造冰透镜以取火的方法。

## 中世紀穆斯林世界

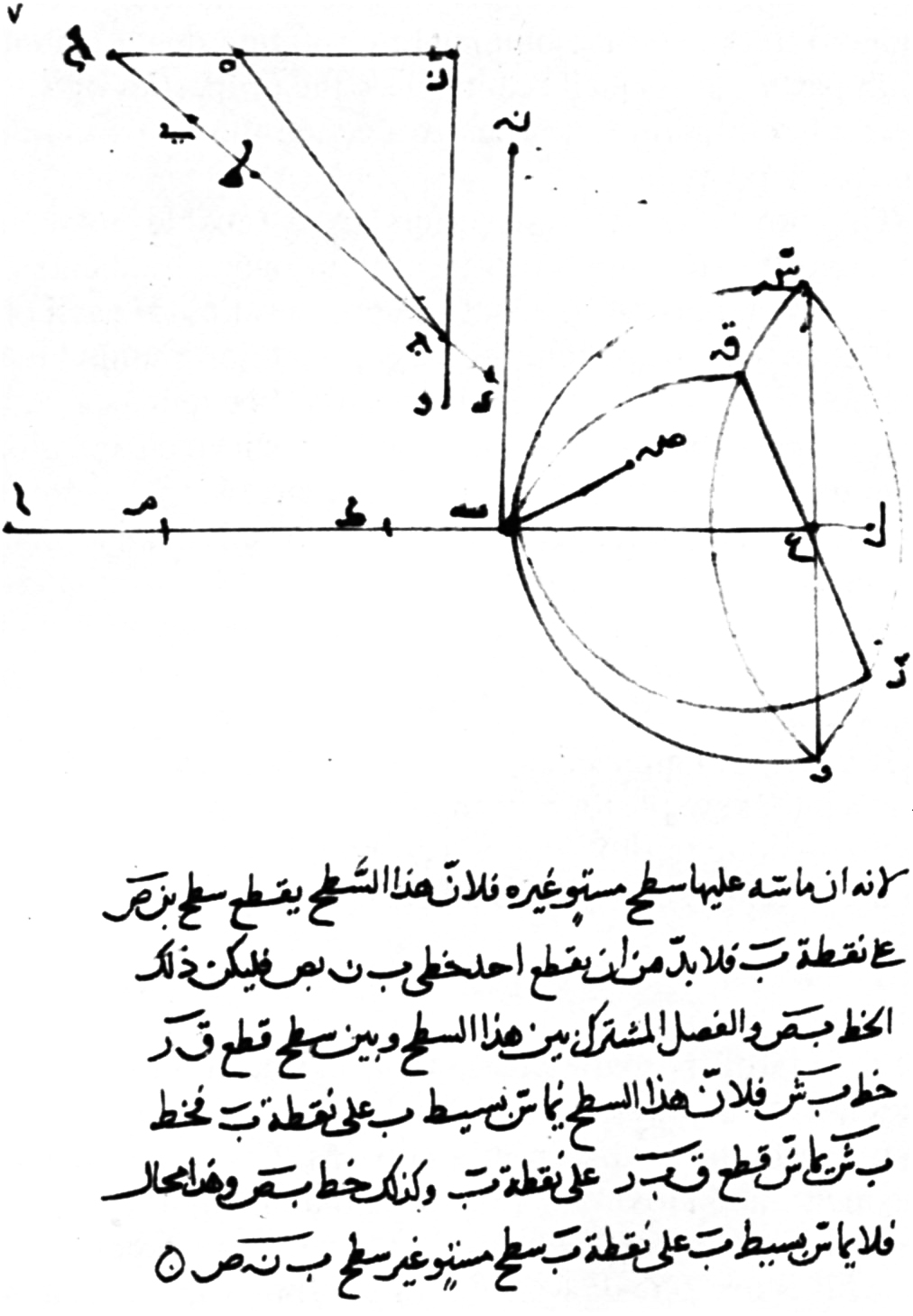
伊本·沙爾的手稿頁面複印，證明他著實發現了折射定律。

中世紀穆斯林世界的作者們將希臘哲學者的光學理論重新發掘，並加以發揚光大，其中最早的有肯迪（公元801年–873年），他仔細分析亞里斯多德理論與歐幾里得理論的優點與缺點，並且覺得比較能夠接受發射說，因為歐幾里得的幾何視覺模型是用於發射說。他還建議，從光亮表面的每一點會朝著所有方向發射出以直線移動的光線。
10世紀後期，為巴格達宮廷效勞的伊朗學者伊本·沙爾（Ibn Sahl）在專著《論點火鏡子與透鏡》（On Burning Mirrors and Lenses）裏最先正確地表述出折射定律。他應用這定律來計算能夠將光線聚焦而不會產生幾何像差的透鏡的形狀。這種透鏡稱為曲折透鏡（anaclastic lens）。可惜其他學者並沒有注意到他的研究結果。

按照沙爾作圖法詮釋，假設將長度比率調整為與相等，則入射線與折射線滿足斯涅尔定律。

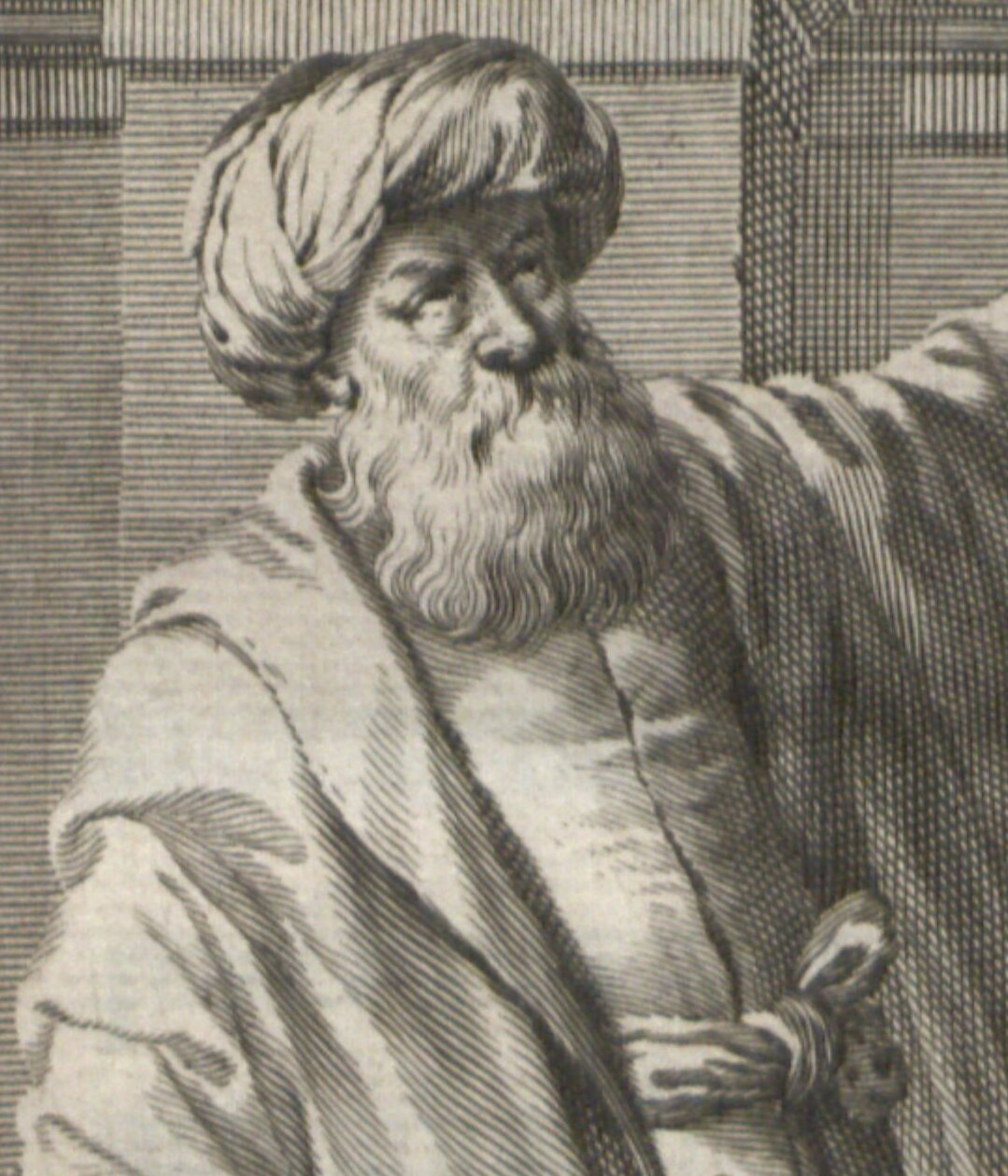
海什木是光學的拓荒者。

11世紀初，阿拉伯學者海什木重做托勒密的折射實驗。他在著作《光學之書》（Kitab al-Manazir）裏，從重做實驗得到的數據，粗略地總結出一些定則，他也沒有得到正弦定律。海什木強烈駁斥發射說，光是從被視物體的表面以直線朝著各個方向發射或反射，傳播經過空間後，進入眼睛。關於進入說，他認為物體並不會蛻出任何物質影像，正確的機制是，位於物體表面的每一點將光朝著各個方向發射或反射，任何射入眼睛的光會將視訊傳遞至眼睛。:6-7
海什木的成就在阿拉伯世界並沒有得到應有的重視。大約於公元1200年，他的著作被翻譯成拉丁文，書名為《透視》（Perspectiva）。直至17世紀，這著作在歐洲是光學的標準參考書。:6-7:86, 209

## 中世紀時期歐洲
雖然眼鏡是人類史上最重要的發明之一，歷史學者至今仍舊不知道誰是發明眼鏡的始祖。那時候並沒有專利權法律保護智慧財產。很多新的技術都是工匠偶然靈感大發之作，而工匠時常會將這些技術以口傳方式傳授後人，原因可能是這些工匠不識字，或者是要保護商業秘密，把所有技術都儲藏在腦袋裏。儘管如此，歷史學者有確實證據顯示，眼鏡大約是1286年在義大利的比薩或附近城鎮發明，用來矯正老花眼的工具。不消幾日，一行研磨與拋光的光學工業已如火如荼地發展起來，13世紀先在威尼斯，後來又在荷蘭與德國的眼鏡製造中心。由於眼鏡製作技術的不斷改進、精益求精，連帶導致複合顯微鏡在1595年和反射望遠鏡在1608年，分別在荷蘭的眼鏡製造中心被發明。

## 近代科學革命

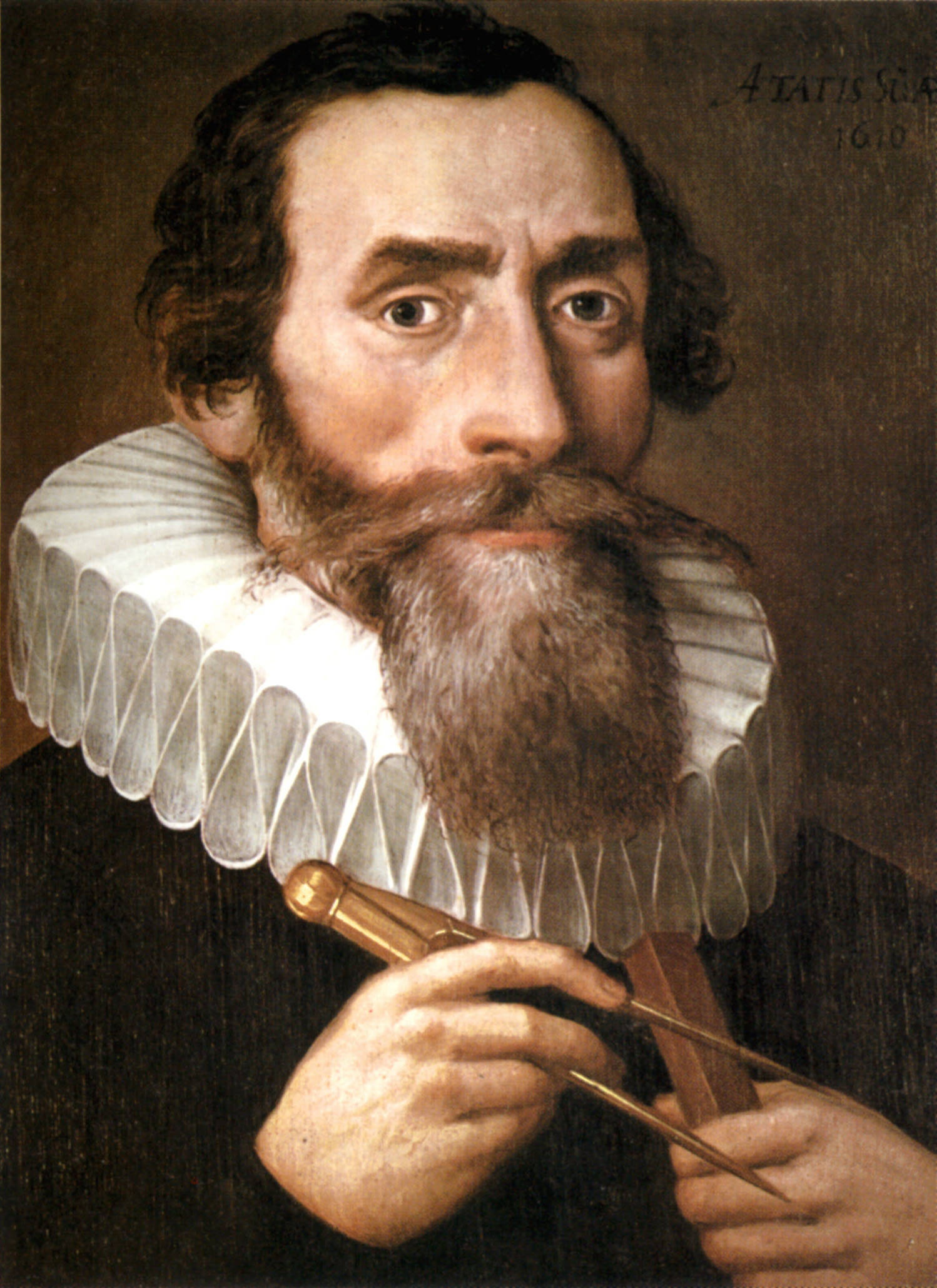
克卜勒1610年肖像，作者不詳。

### 克卜勒
17世紀早期，約翰內斯·克卜勒擴展他的研究領域，開始研究幾何光學，這囊括了透鏡、平面鏡與曲面鏡的反射、針孔成像、光輻照度的平方反比定律、對於像月蝕與日蝕等等天文現象的光學解釋、天文視差等等論題。甚麼是接收影像的器官這問題，經過先前300年其他學者與工匠們的辛勤努力研究，都沒能得到滿意答案，因克卜勒的正確推論，終於發現視網膜為接收影像的器官。望遠鏡發現之後，克卜勒給出望遠鏡的工作理論，並且設計出一種改良版本，現知名為克卜勒望遠鏡。這望遠鏡使用兩個凸透鏡來達到較高的倍率。

### 笛卡尔

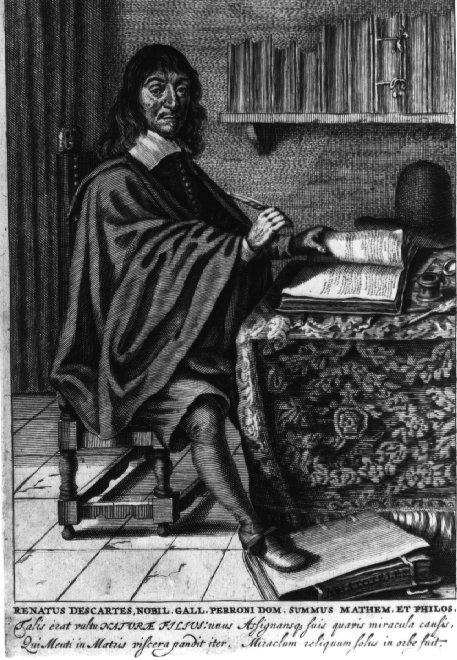
工作中的笛卡兒

17世紀中期，光學理論穩定地向前踏進。哲學者勒內·笛卡尔將世界視為一個由運動與物質共同建構出的的超大機器。他否定超距作用，認為物質與物質之間只能靠實際接觸來傳遞作用力。注意到太陽豐盛地傳輸光與熱給行星，他推論在太陽與行星之間的空間，必瀰漫著傳遞光與熱的透明介質，稱為以太。他將物質細分為三種：類似太陽的發光物質、由非常微小粒子組成的以太、不發光不透明的地球物質。笛卡兒認為光就是以太所傳遞的壓力，能夠以無限速度從一方傳遞到另一方。當眼睛接受到視覺時，所感受到的就是光的壓力，就好似盲人靠著感受導盲手杖的壓力來探知前方的狀況。他建議由於以太粒子的自轉，會按照彩虹的顏色順序，出現顏色──自轉的越快，顏色越紅，自轉的越慢，顏色越藍。在1637年專著《屈光學》（dioptrics）裏，笛卡兒對於一些光學現象，包括反射與折射，給出詳細的解釋。他首先發表了折射定律（即斯涅尔定律，在法國稱為「笛卡兒定律」）。在推導折射定律時，他改假定光是粒子，其傳播速度與介質密度呈正比。

### 費馬
1662年，物理學者皮埃爾·德·費馬發表了另一種導引，從他的版本的最小作用量原理推導出同樣的定律，但是費馬的假定是光波的傳播速度與介質密度呈反比。因此，他激烈地反駁笛卡儿的導引，認為笛卡爾的假定有誤。很多歷史學者都懷疑笛卡儿先閱讀了斯涅尔的論文，然後調製出自己的導引，費馬與惠更斯分別多次重複地譴責笛卡儿的行為缺失。

### 牛顿

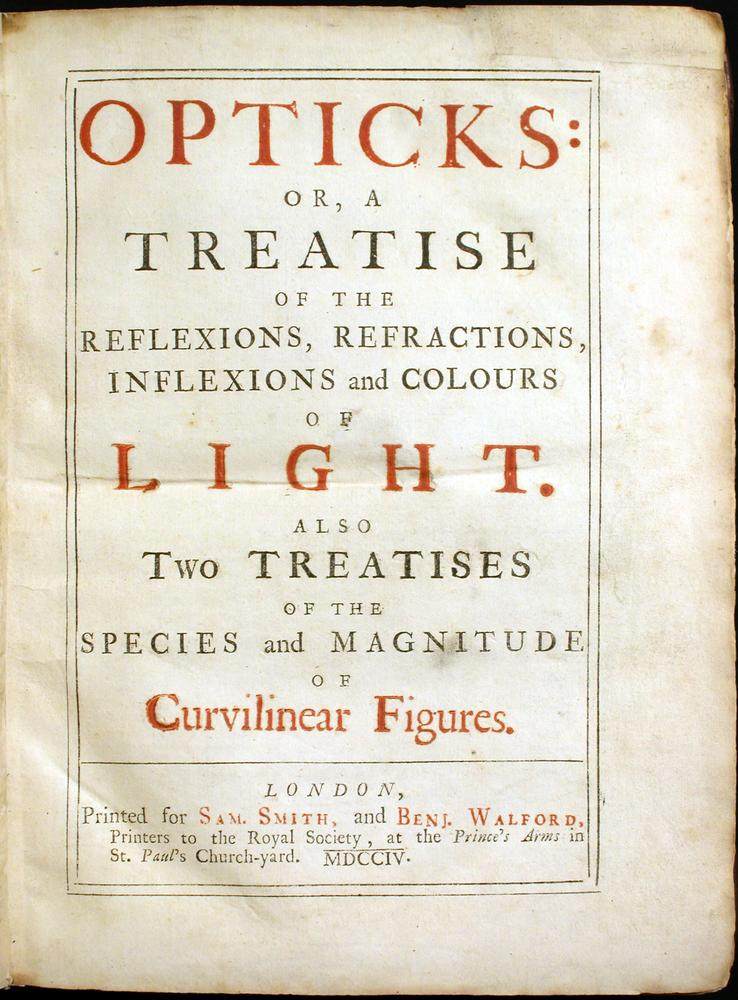
《光学_(牛顿)》

1666年，经典物理学鼻祖艾薩克·牛頓进行了稜镜實驗，發現普通白光是由很多種顏色的光組成，由於折射角度與光的顏色有關，稜镜可以将白光发散为彩色光谱，而第二个稜镜可以将彩色光谱重组为白光。他还通过分离出单色光，并将其照射到不同的物体上的实验，发现了单色光不会改变自身的顏色性质。牛顿还注意到，无论是反射、散射或发射，单色光都会保持同样的颜色。因此，我们观察到的颜色是物体与特定单色光相合的结果，不是物体产生颜色的结果。
1704年，牛頓在著作《光學》裏，詳細闡述光微粒說。他認為光是由非常奧妙的微粒組成，遵守運動定律。這可以合理解釋光的直線移動和反射性質。但是，對於光的折射與衍射性質，牛頓的解釋並不很令人滿意，他必須用以太來解釋。他認為以太是一種瀰漫於空間與物體之中、能夠快速傳播振動的彈性介質，光與以太會互相作用，當光被物質吸收時，附近的以太會被振動，形成熱。由於以太傳播振動，熱能夠從溫度較高物體傳導至溫度較低物體。在各種介質中，以太瀰漫的密度不同，因此會出現折射。由於在物體與空間的界面區域，以太密度可能變化很大，所以可能會出現一種不同的折射現象，牛頓稱這為衍射。

### 惠更斯、虎克
1690年，克里斯蒂安·惠更斯發表著作《光論》提出惠更斯原理：波前的每一点可以认为是产生球面次波的點波源，而以後任何时刻的波前则可看作是这些次波的包络。從他的原理，可以給出波的直線傳播與球面傳播的定性解釋，並且推導出反射定律與折射定律；但是他並不能解釋，為什麼當光波遇到邊緣、孔徑或狹縫時，會偏離直線傳播，即衍射效應。惠更斯假定次波只會朝前方傳播，而不會朝後方傳播。他並沒有解釋為什麼會發生這種物理行為。惠更斯原理是一種光波動說。這假說是根據1664年羅伯特·虎克的提議。虎克本人公開批評牛頓的光微粒說。兩位大師爭吵不休，直至虎克离世。在那時期，由於牛頓在其它物理領域的成功，他被公認是光本質爭論的贏家，學術界廣泛地接受牛頓光學。

## 現代科學時期
1801年，托馬斯·楊做實驗研究光的干涉與衍射。楊氏雙縫實驗顯示出，衍射光波遵守疊加原理，這是一種光微粒說無法預測的波行為。這實驗確切地證實了光的波動性質。1818年，奧古斯丁·菲涅耳提出惠更斯-菲涅耳原理，在惠更斯原理的基礎上假定次波與次波之間會彼此發生干涉，又假定次波的波幅與方向有關。惠更斯－菲涅耳原理能夠解釋光波的朝前方傳播與衍射現象。:4-5
1865年，詹姆斯·馬克士威將電磁學的理論加以整合，提出馬克士威方程組。這方程組能夠分析電磁學的種種現象。從這方程組，他推導出電磁波方程式。應用電磁波方程式計算獲得的電磁波波速等於做實驗測量到的光波速度。馬克士威於是猜測光波是一種電磁波。電磁學和光學因此聯結成統一理論。1888年，海因里希·赫茲做實驗發射並接收到馬克士威預言的電磁波，證實馬克士威的猜測正確無誤。
雖然光的電磁理論可以解釋一切關於光傳播的現象，物理學者無法用電磁理論解釋對於原子發射光與吸收光的過程。1817年，約瑟夫·夫朗和斐發現，在太陽光譜裏有很多黑線條。後來，1861年，古斯塔夫·基爾霍夫與羅伯特·本生確認了每一條黑線條所對應的化學元素，並推論這些黑線條是由在太陽大氣層的那些溫度較低的元素吸收造成的。物理學者無法用經典理論來解釋為甚麼化學元素會造成這些黑線條，這涉及到原子結構問題。

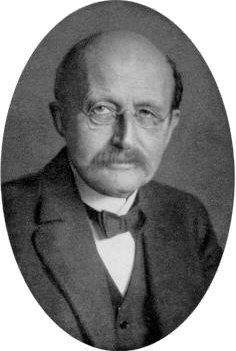
馬克斯·普朗克

1899年，馬克斯·普朗克正確地給出黑體輻射的模型，他假定光與物質之間只能以離散數量方式交換能量。他不清楚到底是光還是物質造成了這種離散方式。他稱呼這些離散能量為量子。由於這傑出的成就，他開啟了量子論的新紀元:231-236。1905年，阿爾伯特·愛因斯坦發表論文，重新恢復光微粒說，主張光是由離散的粒子所組成，這粒子稱為「光量子」，又稱為光子；每一束頻率為 {\displaystyle \nu } 的光波含有一群能量為 {\displaystyle h\nu } 的光子（其中 {\displaystyle h} 是普朗克常數）。應用這理論，他可以解釋1887年赫茲發現的光電效應，这是光波動說無法解釋的。1913年，尼爾斯·波耳表明，原子只能夠發射離散數量的能量，這解釋了出現於發射光譜與吸收光譜的離散線條。這些發展對於了解光與物質之間的相互作用有很大的助益，不但形成了量子光學的基礎，而且對於量子力學的發展扮有關鍵的角色，最終促成了量子電動力學的誕生。量子電動力學能夠描述所有涉及帶電粒子的相互作用為光子的交換，能夠完全解釋物質與光之間的相互作用。這相互作用只涉及到三種事件：光子從某個位置移動到另外一個位置、電子從某個位置移動到另外一個位置、電子吸收或發射光子

## 当代
雷射學（laser science）是關於雷射理論、設計與應用的研究領域。1960年代，由於雷射的發明，雷射學成為熱門領域，量子光學的實際用途越加廣泛，光子學（photonics）的大門也被開啟。其它突破緊跟著出現，1970年代的激光二極管、傳遞資訊的低衰減光纖、摻鉺光纖放大器等等。這些發明建立了20世紀後期的電信革命的基礎，完善了網際網路的硬體設施。

## 拓展阅读
- Whittaker, E. T., , London: Nelson, 1951
- Born, Max,  7th (expanded), Cambridge University Press, 2011, ISBN 9780521642224
- Smith, A. Mark, , American Philosophical Society, 1996, ISBN 9780871698629